# Елизавета Амалия Австрийская
Эрцгерцогиня Елизавета Амалия Австрийская (7 июля 1878, Райхенау-ан-дер-Ракс, Нойнкирхен — 13 марта 1960, Вадуц) — эрцгерцогиня Австрийская, в замужестве — принцесса Лихтенштейна, мать князя Франца Иосифа II и бабушка нынешнего князя Ханса Адама II.

## Биография
Елизавета Амалия родилась в Райхенау-ан-дер-Раксе 7 июля 1878 года. Эрцгерцогиня была младшей дочерью эрцгерцога Австрийская Карла Людвига и его супруги Марии Терезы Португальской. Мария Тереза была третьей супругой её отца. Первой супругой отца была принцесса Маргарита Саксонская, которая умерла через два года после брака. Второй супругой Карла Людвига стала Мария Аннунциата Бурбон-Сицилийская, которая родила ему четверых детей. Старший сын Франц Фердинанд стал с 1896 года наследником Австрийской империи. Его убийство в 1914 году послужило поводом к Первой мировой войне. Мария Аннунциана скончалась в 1871 году. В третий брак Карл Людвиг вступил с Марией Терезой, инфантой Португальской, дочерью свергнутого короля Мигеля I и Аделаиды Лёвенштейн-Вертгейм-Розенбергской. Её отец также был младшим братом правящего австрийского императора Фра́нца Ио́сифа I и императора Мексики Максимилиана I. Он умер в 1896 году.
20 апреля 1903 года эрцгерцогиня сочеталась браком с принцем Алоизом Лихтенштейнским. Некоторые считали, что этот брак был неравноправным. Но на свадьбе присутствовал император Франц Иосиф, с той целью, чтобы признать Лихтенштейнский дом правящей династией. В 1906 году император стал крёстным отцом их первенца, которого назвали в честь Франца Иосифа. Проживать супруги стали в Лихтенштейне, но очень часто посещали родную Австрию, где останавливались в различных дворцах и усадьбах. 26 февраля 1923 года её супруг отказался от своих прав на трон Лихтенштейна в пользу сына Франца Иосифа. 25 июля 1938 года скончался правящий князь Лихтенштейна Франц I и их сын стал правящим князем. Принц Алоиз умер 17 марта 1955 года в замке Вадуц в Лихтенштейне. Елизавета Амалия пережила супруга на пять лет и скончалась 13 марта 1960 года.

## Дети
| Имя                                         | Рождение        | Смерть           | Брак                                                                          |
| ------------------------------------------- | --------------- | ---------------- | ----------------------------------------------------------------------------- |
| Франц Иосиф II, правящий князь Лихтенштейна | 16 августа 1906 | 13 ноября 1989   | Женился на Георгине фон Вильчек, пять детей.                                  |
| Мария Тереза                                | 14 января 1908  | 30 сентября 1973 | вышла замуж за графа Артура Штрахвитц фон Гросс-Зауч унд Кеминец, трое детей. |
| Карл Альфред                                | 16 августа 1910 | 17 ноября 1985   | Женился на Агнесе Австрийской, семеро детей.                                  |
| Георг Хартманн                              | 11 ноября 1911  | 18 января 1998   | Женился на принцессе Марии Кристине Вюртембергской, семеро детей.             |
| Ульрих Диетмар                              | 29 августа 1913 | 13 октября 1978  | Женат не был, потомства не оставил.                                           |
| Мария Генриетта                             | 6 ноября 1914   | 13 октября 2011  | Вышла замуж за Петера фон Эльца фон Штромберга, трое детей.                   |
| Алоиз Генрих                                | 20 декабря 1917 | 14 февраля 1967  | Женат не был, потомства не оставил.                                           |
| Генрих Хартнейд                             | 1 октября 1920  | 29 ноября 1993   | Женился на графине Амалии фон Подстатцки, трое детей.                         |

## Титулы
- 7 июля 1878 — 20 апреля 1903: Её Императорское и Королевское Высочество Эрцгерцогиня Австрийская, принцесса Венгрии, Чехии и Богемии
- 20 апреля 1903 — 13 марта 1960: Её Императорское и Королевское Высочество Принцесса Лихтенштейнская